# حاجی بیگ سفلی
حاجی بیگ سفلی روستایی در شرق استان گلستان ایران و از توابع شهرستان کلاله می‌باشد. فاصله آن از نزدیکترین شهر (کلاله) ۳۰ کیلومتر بوده و در مسیر ارتباطی کلاله به مراوه تپه قرار دارد. راه اصلی دسترسی به آن راه فرعی آسفالته روستایی است که از جاده اصلی بین شهری منشعب شده‌است. روستا در فاصله ۳ کیلومتری این راه اصلی قرار دارد.

## محل روستا
دره‌ای در میان تپه ماهورها و رود قره شور که موقعیت مناسبی در این منطقه برای استقرار به وجود آورده‌است. در امتداد این رود روستاهای متعددی استقرار یافته‌اند که حاجی بیگ‌ها نمونه‌ای از آنها هستند. رود و آب هر چند شور دلایل کافی برای انتخاب این مکان برای سکونت در نظر موسسین روستا بوده‌است. هرچند که اکنون بر اثر قهر طبیعت و سیل و تهدید جدی روستاهای حاشیه این رود تردیدهای جدی برای ساکنین فعلی برای ادامه زندگی در این مکان به وجود آمده‌است.